# Araneus daozhenensis
Araneus daozhenensis là một loài nhện trong họ Araneidae.
Loài này thuộc chi Araneus. Araneus daozhenensis được miêu tả năm 2005 bởi Zhu et al..